# Pausa (álbum)
Pausa es el cuarto álbum de la banda chilena de pop rock Golem, lanzado en junio de 2007, bajo el sello discográfico Oveja Negra. Entre las canciones que destacan de este álbum podemos nombrar su sencillo Lejos de aquí.

## Canciones
1. Horizontes
2. Trozos de papel
3. Lejos de aquí
4. Tocar el sol
5. Hacia ti
6. Eternidad
7. Congelarme
8. Nave espacial
9. Mátame
10. Dentro de mí
11. Restos de lluvia
12. Todo da vueltas (bonus)